# Prebivalstvo
Prebiválstvo je skupnost ljudi, ki živijo na nekem območju in tvorijo etnično, rasno ali narodno enoto. To enoto raziskujejo različne vede, od geografskih, socialnih in etnografskih ved do demografije, ki zajema statistično obdelavo vseh podatkov na tem polju.
Poleg tega se izraz uporablja tudi za skupine, ki niso povezane v narod ali raso, a jih veže kaka druga skupna lastnost. Tako govorimo na primer o civilnem prebivalstvu, o alpskem prebivalstvu ali o poganskem prebivalstvu.
Gostota prebivalstva je razmerje med številom prebivalstva in površino ozemlja, na katerem živijo (Slovenija leta 1991 – 1.965.986 prebivalcev in 20.256 km2)